# Radha Kumari
Radha Kumari (Vizianagaram, 1942 - Haiderabad, 8 maart 2012) was een Indiase film- en toneelactrice die voornamelijk in Telugu films speelde. Kumari, de vrouw van schrijver en acteur Raavi Kondala Rao, speelde in zo'n 10.000 toneelvoorstellingen en 700 films, meestal als moeder of grootmoeder. Ze debuteerde in 1965 in "Tene Manasulu". Verder speelde ze in onder meer "Bridavanam", "Okarikiokaru", "Chandamamma", "Bhairava Dweepam" en "Oye". Ze kreeg een Nandi-award voor haar rol in "Mee Sreyobhilashi". Kumari overleed aan de gevolgen van een hartaanval.